# 1986년 일본 프로 야구 올스타전
1986년 일본 프로 야구 올스타전은 1986년 7월 19일과 7월 20일, 7월 22일에 열린 일본 프로 야구의 올스타전 경기이다.

## 개요
1986년 올스타전은 전년도 열광 속에서 창단 첫 일본 시리즈 정상에 오른 한신 타이거스의 요시다 요시오 감독이 센트럴 리그 올스타팀의 지휘를 맡았고 퍼시픽 리그 우승팀 세이부 라이온스로부터 퍼시픽 리그 올스타팀의 지휘관으로서 히로오카 다쓰로가 이끌어야 했지만 일본 시리즈 종료 후에 감독직에서 물러남에 따라 후임 감독인 모리 마사아키가 퍼시픽 올스타팀을 지휘했다. 모리는 이 해에 팀의 퍼시픽 리그 우승을 이끌면서 이듬해의 올스타전에도 퍼시픽 올스타팀을 맡게 됐다.
세이부에서는 드래프트 회의 때부터 화제를 모은 거물 신인 기요하라 가즈히로(세이부)가 팬 투표로 선출되면서 올스타전 첫 출전을 이뤘는데 2차전에서 홈런을 때려내며 자신의 첫 올스타전 MVP에 선정되는 영예를 안았다. 기요하라와 대조적으로 프로 19년 만에 처음으로 올스타전에 출전하여 ‘나니와의 하루단지’(浪速の春団治)라는 별명으로 유명한 가와토 고조(한신)는 대타로 출전한 2차전에 통쾌한 타구를 날리며 2루로 전속력을 향해 질주하는 등 관중석을 들썩이게 했다. 가와토 외에도 프로 17년째의 가토 히로카즈(요코하마 다이요 웨일스), 11년째의 야마모토 가즈노리(난카이 호크스)가 첫 출전을 했다. 또한 야마모토는 1차전에서 2안타를 날리는 등의 활약으로 MVP에 선정됐다. 이 해의 올스타전 경기 자체는 격렬한 열전이 이어졌는데 2차전에선 연장 11회말에 기요하라가 끝내기 홈런, 3차전에선 요시무라 사다아키(요미우리 자이언츠)가 연장 10회말에 끝내기 2점 홈런을 때려내는 등 연장 끝내기 승리로 마무리 되는 상황이 전개됐다.

## 출장 선수
| 센트럴 리그 | 센트럴 리그       | 센트럴 리그 | 센트럴 리그 |
| ----------- | ----------------- | ----------- | ----------- |
| 감독        | 요시다 요시오     | 한신        |             |
| 코치        | 아난 준로         | 히로시마    |             |
| 코치        | 오 사다하루       | 요미우리    |             |
| 투수        | 아라키 다이스케   | 야쿠르트    | 첫 출장     |
| 투수        | 야마모토 가즈유키 | 한신        | 7           |
| 투수        | 쓰다 쓰네미       | 히로시마    | 2           |
| 투수        | 가와구치 가즈히사 | 히로시마    | 2           |
| 투수        | 가네이시 아키히토 | 히로시마    | 첫 출장     |
| 투수        | L. 산체           | 요미우리    | 첫 출장     |
| 투수        | 가토 하지메       | 요미우리    | 6           |
| 투수        | 에가와 스구루     | 요미우리    | 7           |
| 투수        | 엔도 가즈히코     | 다이요      | 4           |
| 투수        | 스기모토 다다시   | 주니치      | 2           |
| 투수        | 다카노 히카루     | 야쿠르트    | 첫 출장     |
| 투수        | 니시모토 다카시   | 요미우리    | 6           |
| 포수        | 야마쿠라 가즈히로 | 요미우리    | 6           |
| 포수        | 기도 가쓰히코     | 한신        | 첫 출장     |
| 포수        | 다쓰카와 미쓰오   | 히로시마    | 2           |
| 1루수       | R. 바스           | 한신        | 3           |
| 2루수       | 오카다 아키노부   | 한신        | 5           |
| 3루수       | 하라 다쓰노리     | 요미우리    | 6           |
| 유격수      | 다카기 유타카     | 다이요      | 4           |
| 내야수      | 다카하시 요시히코 | 히로시마    | 6           |
| 내야수      | 기누가사 사치오   | 히로시마    | 12          |
| 내야수      | 오사나이 다카시   | 히로시마    | 첫 출장     |
| 내야수      | 시노즈카 도시오   | 요미우리    | 5           |
| 외야수      | 마유미 아키노부   | 한신        | 6           |
| 외야수      | 야마모토 고지     | 히로시마    | 14          |
| 외야수      | 요시무라 사다아키 | 요미우리    | 첫 출장     |
| 외야수      | 가와토 고조       | 한신        | 첫 출장     |
| 외야수      | 가토 히로카즈     | 다이요      | 첫 출장     |
| 외야수      | 히라노 겐         | 주니치      | 첫 출장     |

| 퍼시픽 리그 | 퍼시픽 리그       | 퍼시픽 리그 | 퍼시픽 리그 |
| ----------- | ----------------- | ----------- | ----------- |
| 감독        | 모리 마사아키     | 세이부      |             |
| 코치        | 이나오 가즈히사   | 롯데        |             |
| 코치        | 오카모토 이사미   | 긴테쓰      |             |
| 투수        | 와타나베 히사노부 | 세이부      | 2           |
| 투수        | 히가시오 오사무   | 세이부      | 9           |
| 투수        | 오노 가즈유키     | 세이부      | 첫 출장     |
| 투수        | 구도 기미야스     | 세이부      | 첫 출장     |
| 투수        | 무라타 조지       | 롯데        | 11          |
| 투수        | 오노 가즈요시     | 긴테쓰      | 첫 출장     |
| 투수        | 이시모토 요시아키 | 긴테쓰      | 첫 출장     |
| 투수        | 야마다 히사시     | 한큐        | 14          |
| 투수        | 애니멀 L.         | 한큐        | 첫 출장     |
| 투수        | 시바타 야스미쓰   | 닛폰햄      | 2           |
| 투수        | 니시카와 요시아키 | 난카이      | 첫 출장     |
| 포수        | 나시다 마사타카   | 긴테쓰      | 7           |
| 포수        | 이토 쓰토무       | 세이부      | 3           |
| 포수        | 다무라 후지오     | 닛폰햄      | 첫 출장     |
| 1루수       | 기요하라 가즈히로 | 세이부      | 첫 출장     |
| 2루수       | 오이시 다이지로   | 긴테쓰      | 5           |
| 3루수       | 아키야마 고지     | 세이부      | 2           |
| 유격수      | 이시게 히로미치   | 세이부      | 6           |
| 내야수      | 쓰지 하쓰히코     | 세이부      | 첫 출장     |
| 내야수      | 오치아이 히로미쓰 | 롯데        | 6           |
| 내야수      | 부머 W.           | 한큐        | 3           |
| 내야수      | 마쓰나가 히로미   | 한큐        | 4           |
| 외야수      | 가나모리 에이지   | 세이부      | 2           |
| 외야수      | 다오 야스시       | 세이부      | 7           |
| 외야수      | 후쿠모토 유타카   | 한큐        | 16          |
| 외야수      | 다카자와 히데아키 | 롯데        | 2           |
| 외야수      | 이시미네 가즈히코 | 한큐        | 첫 출장     |
| 외야수      | 야마모토 가즈노리 | 난카이      | 첫 출장     |

- 굵은 글씨는 팬 투표로 선출된 선수.

## 올스타전 경기 결과

### 1차전
이 경기가 고라쿠엔 구장에서 열린 마지막 올스타전이 됐다.

#### 스코어
| 팀 | 1 | 2 | 3 | 4 | 5 | 6 | 7 | 8 | 9 | R | H  | E |
| 센트럴 | 0 | 0 | 0 | 2 | 0 | 0 | 1 | 1 | 0 | 4 | 10 | 0 |
| 퍼시픽 | 0 | 0 | 0 | 2 | 2 | 1 | 1 | 0 | X | 6 | 10 | 0 |
| 승리 투수: 이시모토 요시아키(긴테쓰) 패전 투수: 가네이시 아키히토(히로시마) 세이브: 시바타 야스미쓰(닛폰햄) 홈런: 센트럴 – 다카기 유타카(다이요·4회 2점) 퍼시픽 – 오이시 다이지로(긴테쓰·7회 1점) |   |   |   |   |   |   |   |   |   |   |    |   |

#### 출장 선수
| 센트럴 | 센트럴 | 센트럴            |
| 타순   | 수비   | 선수              |
| ------ | ------ | ----------------- |
| 1      | (중)   | 히라노 겐         |
| 2      | (二)   | 시노즈카 도시오   |
| 3      | (좌)   | 야마모토 고지     |
| 4      | (一)   | R. 바스           |
| 5      | (三)   | 하라 다쓰노리     |
| 6      | (우)   | 요시무라 사다아키 |
| 7      | (유)   | 다카기 유타카     |
| 8      | (포)   | 야마쿠라 가즈히로 |
| 9      | (투)   | 아라키 다이스케   |

| 퍼시픽 | 퍼시픽 | 퍼시픽            |
| 타순   | 수비   | 선수              |
| ------ | ------ | ----------------- |
| 1      | (二)   | 오이시 다이지로   |
| 2      | (우)   | 야마모토 가즈노리 |
| 3      | (三)   | 오치아이 히로미쓰 |
| 4      | (一)   | 부머 W.           |
| 5      | (중)   | 아키야마 고지     |
| 6      | (좌)   | 마쓰나가 히로미   |
| 7      | (유)   | 이시게 히로미치   |
| 8      | (포)   | 이토 쓰토무       |
| 9      | (투)   | 구도 기미야스     |

#### 수상 선수
MVP
- 야마모토 가즈노리(난카이)

### 2차전
이 경기가 오사카 구장에서 열린 마지막 올스타전이 됐다.

#### 스코어
| 팀 | 1 | 2 | 3 | 4 | 5 | 6 | 7 | 8 | 9 | 10 | 11 | R | H  | E |
| 센트럴 | 0 | 0 | 0 | 0 | 1 | 1 | 1 | 0 | 0 | 0  | 0  | 3 | 14 | 1 |
| 퍼시픽 | 0 | 0 | 2 | 0 | 0 | 0 | 1 | 0 | 0 | 0  | 1X | 4 | 11 | 0 |
| 승리 투수: 애니멀 L.(한큐) 패전 투수: 야마모토 가즈유키(한신) 홈런: 퍼시픽 – 야마모토 가즈노리(난카이·3회 2점), 기요하라 가즈히로(세이부·7회 1점) |   |   |   |   |   |   |   |   |   |    |    |   |    |   |

#### 출장 선수
| 센트럴 | 센트럴 | 센트럴            |
| 타순   | 수비   | 선수              |
| ------ | ------ | ----------------- |
| 1      | (우)   | 마유미 아키노부   |
| 2      | (유)   | 다카기 유타카     |
| 3      | (三)   | 하라 다쓰노리     |
| 4      | (一)   | R. 바스           |
| 5      | (二)   | 오카다 아키노부   |
| 6      | (중)   | 요시무라 사다아키 |
| 7      | (좌)   | 가토 히로카즈     |
| 8      | (포)   | 기도 가쓰히코     |
| 9      | (투)   | 스기모토 다다시   |

| 퍼시픽 | 퍼시픽 | 퍼시픽            |
| 타순   | 수비   | 선수              |
| ------ | ------ | ----------------- |
| 1      | (二)   | 오이시 다이지로   |
| 2      | (우)   | 야마모토 가즈노리 |
| 3      | (三)   | 오치아이 히로미쓰 |
| 4      | (一)   | 부머 W.           |
| 5      | (좌)   | 이시미네 가즈히코 |
| 6      | (중)   | 아키야마 고지     |
| 7      | (유)   | 마쓰나가 히로미   |
| 8      | (포)   | 다무라 후지오     |
| 9      | (투)   | 니시카와 요시아키 |

#### 수상 선수
MVP
- 기요하라 가즈히로(세이부)

### 3차전

#### 스코어
| 팀 | 1 | 2 | 3 | 4 | 5 | 6 | 7 | 8 | 9 | 10 | R | H  | E |
| 퍼시픽 | 2 | 0 | 0 | 0 | 0 | 0 | 0 | 1 | 0 | 0  | 3 | 9  | 1 |
| 센트럴 | 0 | 2 | 0 | 0 | 0 | 0 | 0 | 1 | 0 | 2X | 5 | 11 | 0 |
| 승리 투수: 야마모토 가즈유키(한신) 패전 투수: 오노 가즈유키(세이부) 홈런: 퍼시픽 – 오치아이 히로미쓰(롯데·1회 2점) 센트럴 – 요시무라 사다아키(요미우리·2회 1점, 10회 2점) |   |   |   |   |   |   |   |   |   |    |   |    |   |

#### 출장 선수
| 퍼시픽 | 퍼시픽 | 퍼시픽            |
| 타순   | 수비   | 선수              |
| ------ | ------ | ----------------- |
| 1      | (유)   | 이시게 히로미치   |
| 2      | (중)   | 다카자와 히데아키 |
| 3      | (三)   | 오치아이 히로미쓰 |
| 4      | (一)   | 부머 W.           |
| 5      | (우)   | 이시미네 가즈히코 |
| 6      | (좌)   | 마쓰나가 히로미   |
| 7      | (포)   | 다무라 후지오     |
| 8      | (二)   | 쓰지 하쓰히코     |
| 9      | (투)   | 무라타 조지       |

| 센트럴 | 센트럴 | 센트럴            |
| 타순   | 수비   | 선수              |
| ------ | ------ | ----------------- |
| 1      | (유)   | 다카하시 요시히코 |
| 2      | (중)   | 가토 히로카즈     |
| 3      | (一)   | 오사나이 다카시   |
| 4      | (좌)   | 야마모토 고지     |
| 5      | (우)   | 요시무라 사다아키 |
| 6      | (三)   | 기누가사 사치오   |
| 7      | (二)   | 시노즈카 도시오   |
| 8      | (포)   | 다쓰카와 미쓰오   |
| 9      | (투)   | 가와구치 가즈히사 |

#### 수상 선수
MVP
- 요시무라 사다아키(요미우리)

## 같이 보기
- 일본 야구 기구
- 일본 프로 야구 올스타전